# Przemysław (województwo pomorskie)
Przemysław (niem. Prinzlaff) – wieś w Polsce położona w województwie pomorskim, w powiecie nowodworskim, w gminie Stegna na obszarze Żuław Wiślanych.
W czasach krzyżackich Przemysław płacił zreluicjonowaną daninę płużną w tej samej wysokości co pozostałe wsie komturstwa. . Około 1391 r. w Przemysławiu były trzy karczmy, z których każda płaciła 2 grz. rocznie.
Od 1992 roku w Przemysławiu istnieje amatorski klub piłkarski Czarni Przemysław, obecnie znajdujący się w V lidze Pomorskiego Związku Piłki Nożnej.
Wieś należąca do Mierzei Wiślanej terytorium miasta Gdańska położona była w drugiej połowie XVI wieku w województwie pomorskim. W latach 1975–1998 miejscowość położona była w województwie elbląskim.
We wsi znajduje się dom podcieniowy z 1789.